# План «Айзенгаммер»
План «Айзенгаммер» (нім. Eisenhammer — Залізний молот) — план операції ВПС Німеччини на німецько-радянському фронті в 1941—1942 роках з метою завдавання ударів по стратегічних об'єктах в центральних районах СРСР.
План операції був створений в 1943 році професором Генріхом Штайнманом (1899—1969), чиновником з міністерства авіації Рейху. Бомбардування повинно було знищити дванадцять гідротурбін і силових установок біля Москви, Горького, Тули, Сталінгорська (Новомосковськ) та під Рибінським водосховищем. Якби план виконали, то німецьким військам вдалося б знищити близько 75 % всієї електроенергії, яку використовувала оборона промисловість СРСР. Лише двоє менших енергетичних центрів на Далекому Сході і за Уралом залишилися б недоторканими. В цей час Радянський Союз не мав можливості виробляти турбіни, тому що єдина фабрика з ремонту (в Ленінграді) була сильно пошкоджена.
Через брак літаків-бомбардувальників і палива, технічних проблем з плаваючими мінами та наступ Радянської Армії, план був відкладений. Проте, у лютому 1945 вдалося зібрати близько 200 літаків-розвідників і 100 бомбардувальників під Берліном, які очікували на сприятливу погоду для нападу. Але, після нальоту американської авіації на аеропорт Берлін-Рехлін план було відкладено знову і незабаром після цього покинуто.